# Contracorriente (álbum de Luichy Guzmán)
Contracorriente es el primer álbum del músico dominicano Luichy Guzmán, editado en el 2004.
Luichy Guzmán presentó el álbum en Santo Domingo, ciudad natal del cantante.

## Listado de canciones
Todos los temas compuestos por Luichy Guzmán.
1. "Contracorriente" - 0:00
2. "Cadenas" - 0:00
3. "Sueño lúcido" - 0:00
4. "Como ninguna otra mujer" - 0:00
5. "Cuántas veces" - 0:00
6. "Canción de amor del verano pasado" - 0:00
7. "El rey desconocido" - 0:00
8. "Ola de mar" - 0:00
9. "Pleamar" - 0:00
10. "Solos en el valle" - 0:00
11. "Deprisa" - 0:00
12. "Quieres estar conmigo" - 0:00
13. "Me da miedo vivir sin ti" - 0:00
14. "Ahora que no estás aquí" (Hidden Track) - 0:00

## Personal
- Luichy Guzmán - guitarra, teclado, hammond, cadenas, voces y coros
- Carolina Rivas - coros
- David Vásquez - bajo y coros
- Luinis Quezada - batería
- Luis Guzmán - hammond
- Joemil Martí - mandolina
- Leo Pimentel - acordeón
- Ana Féliz - coros
- Leo Susana - loop

## Producción
- Productores: Luichy Guzmán, Allan Leschhōrn y Leo Susana
- Ingenieros: Allan Leschhōrn y Leo Susana
- Fotografía: Ambiorix Martínez

- Datos: Q5785142